# Vivek J. Tiwary
Vivek J. Tiwary (Nova Iorque, 15 de maio de 1973) é escritor e roteirista de teatro e quadrinhos. Em 2004 começou a trabalhar com espetáculos da Broadway, em produções como o musical "The Addams Family". Nos quadrinhos, escreveu a graphic novel "O Quinto Beatle", que chegou a figurar por diversas semanas na lista de mais vendidos do jornal The New York Times.